# Hangar
Pour les articles homonymes, voir Hangar (homonymie).

Une vue en coupe d'un hangar

Un hangar est un bâtiment souvent réduit à une couverture et servant à abriter des véhicules, des aéronefs, à stocker des récoltes, les fourrages (Distinct d'une grange qui elle est fermée sur tous les côtés), des matériaux. Le mot hangar provient d'un dialecte français du nord.
Les hangars protègent les avions de la météo et des rayons ultraviolets. Ils peuvent être utilisés comme atelier de réparation ou, dans certains cas, comme chaîne d'assemblage. De plus, les hangars permettent de cacher les avions de la vue des satellites espion ou des avions de reconnaissance.
L'entrepôt des avions sur un porte-avions est aussi connu sous le nom de « hangar ».

## Histoire

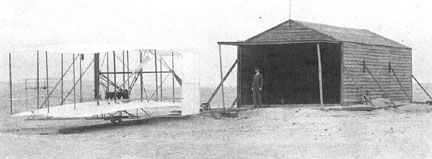
Le Wright Flyer en dehors du hangar improvisé

Carl Rickard Nyberg utilisa un hangar pour entreposer son Flugan à la fin du XIXe siècle.
En 1909, Louis Blériot fit un atterrissage brutal dans une ferme du nord de la France (entre Sangatte et Calais) et roula avec son avion jusque dans l'étable à bétails. À cette époque, Bleriot participait à une course pour être le premier homme à traverser la Manche dans un avion plus lourd que l'air. Ainsi, il installa son siège dans l'étable inutilisée. Après son retour chez lui, Bleriot contacta REIDsteel, le créateur de l'étable, et lui commanda trois "hangars" pour son usage personnel. REIDsteel continua ainsi à construire des hangars ainsi que des pièces détachées.
Les frères Wright stockèrent et réparèrent leur avion dans un hangar en bois construit en 1902 dans la ville de Kill Devil Hills (Caroline du Nord). Après avoir terminé la construction du Wright Flyer I dans l'Ohio, les frères retournèrent à Kill Devil Hills et découvrirent leur hangar endommagé. Ils réparèrent la structure et construisirent un nouvel atelier en attendant que leur Flyer soit expédié.
Un des plus grands hangars construits fut pour l'ancienne Armée de l'Air soviétique. Il est maintenant converti afin d'abriter une forêt tropicale. D'autres grands hangars sont ceux de l'Aéroport international de Bangkok mesurant 270 × 90 × 35 mètres, NAS Sunnyvale aux États-Unis mesurant 345 × 94 × 60 mètres et à l'Aéroport de Filton, mesurant 351 × 35 × 80 mètres.

### Hangars pour ballon dirigeable

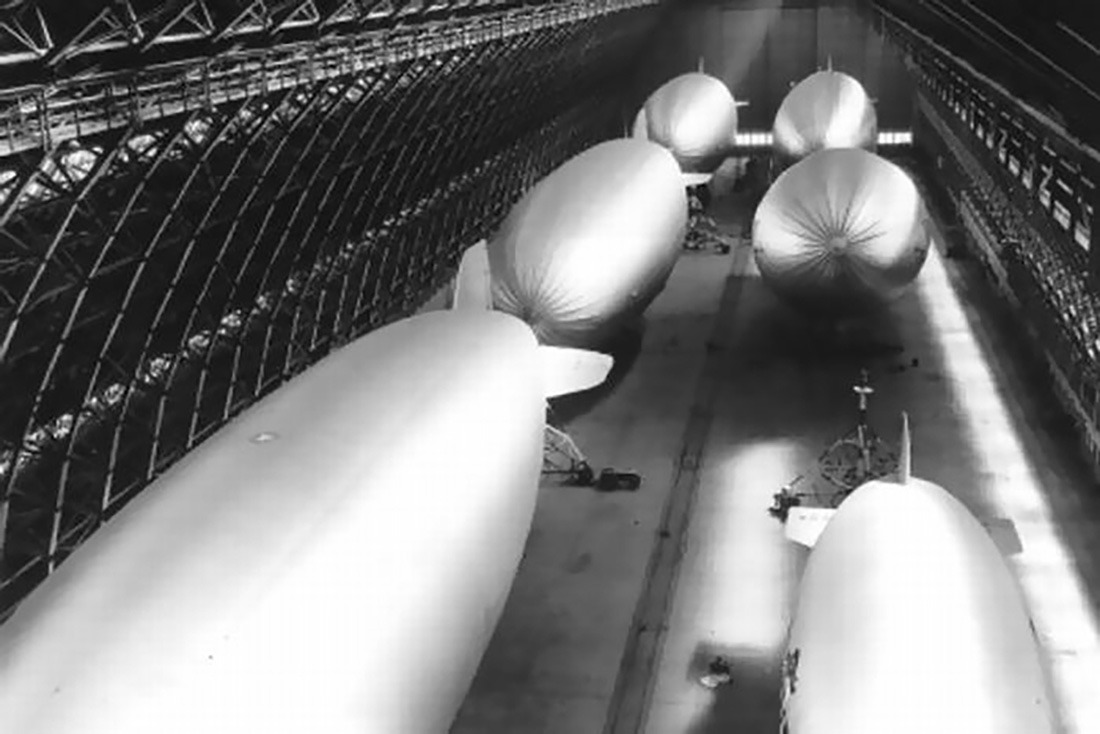
Six dirigeables à hélium stockés dans un des deux anciens hangars de la base aérienne des United States Marine Corps en Californie

Les hangars pour ballons dirigeables sont généralement plus grands que les hangars conventionnels pour avions, particulièrement au niveau de la hauteur du bâtiment. La plupart des premiers ballons utilisaient du gaz hydrogène afin de fournir une flottabilité suffisante pour voler, par conséquent leurs hangars se devaient de protéger le gaz inflammable d'une possible explosion. Les hangars qui détenaient plusieurs ballons de ce type étaient fortement exposés au risque d'explosions en chaîne. C'est la raison pour laquelle ce genre de hangars ne détenaient généralement qu'un (voire 2) ballon de ce type.
Pendant « l'Âge d'or » des voyages en dirigeable, des mâts d'amarrage ainsi que des hangars furent construits afin de fournir un abri aux dirigeables lors de leur traversée du monde. Le gouvernement britannique a construit un hangar à Karachi pour le modèle R101 ; le gouvernement brésilien en construit également un à Rio de Janeiro pour les zeppelins allemands. Le hangar pour dirigeables le plus grand au monde, chez Goodyear Tire & Rubber à Akron (Ohio), fut utilisé pour la construction de l’USS Akron (ZRS-4) et l’USS Macon (ZRS-5). Sa longueur était de 358 m et son toit s'élevait à 61 m.
L'US Navy établit dix bases pour dirigeables à travers les États-Unis pendant la Seconde Guerre mondiale dans le cadre de ses défenses côtières. Les hangars de ce type comptent parmi les structures en bois isolées les plus grandes au monde. Il en existe encore 7 originaux sur les 17 ayant existé ; l'un d'eux abrite maintenant le musée d'aviation de Tillamook dans l'Oregon.
Les hangars construits pour les dirigeables rigides existent toujours à Moffett Field, l'aéroport naval de Lakehurst, ainsi qu'à la base aérienne de Rio de Janeiro et à Cardington.
Liste des hangars à dirigeables.

## Galerie

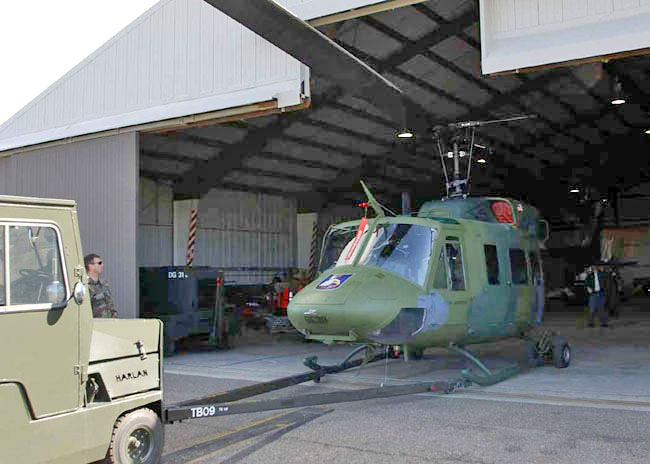
Les hangars sont utilisés pour détenir des avions, hélicoptères ou dirigeables
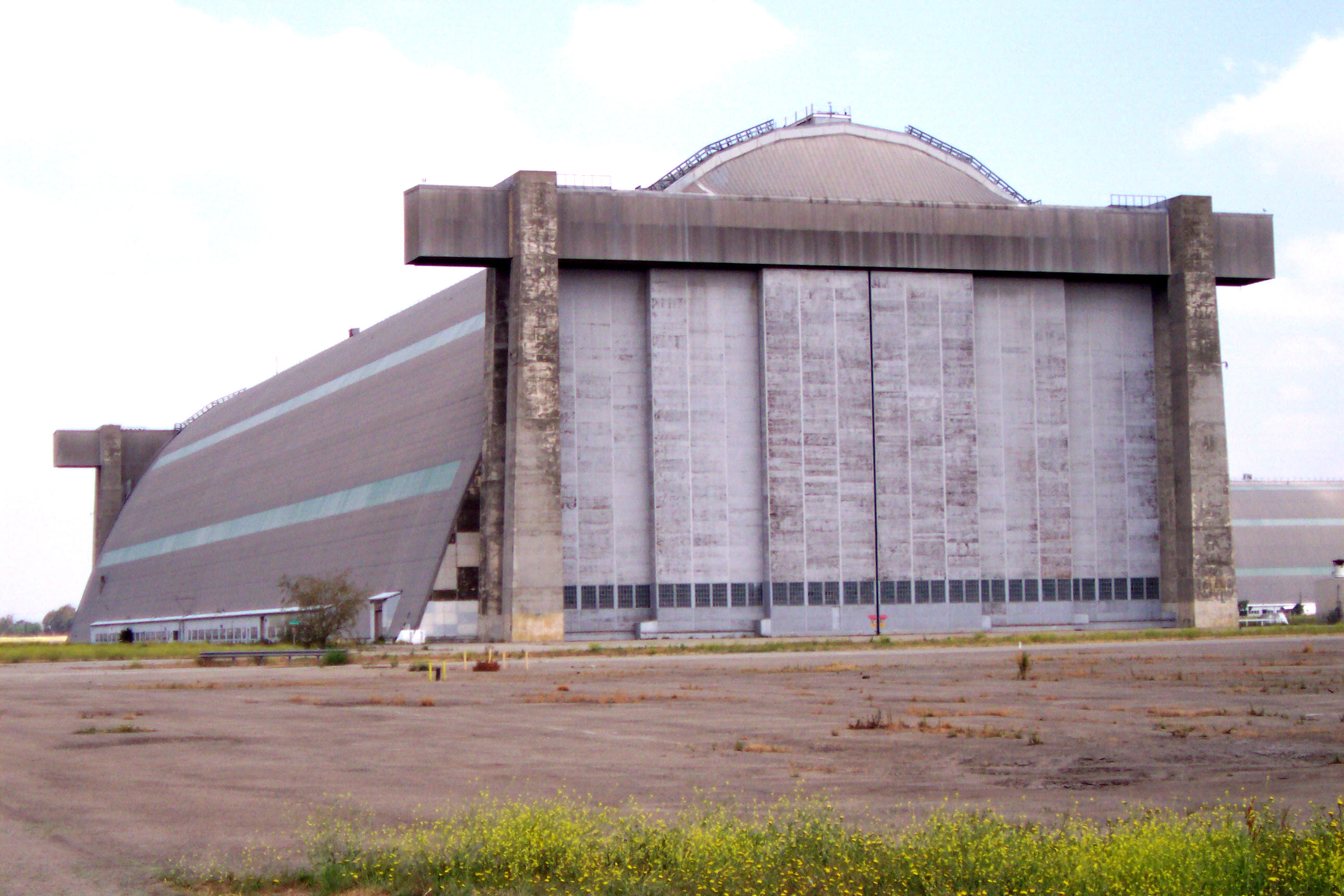
Hangar No. 2 de l'aéroport naval de l'US Marine Corps, mesurant 330 × 90 × 60 mètres
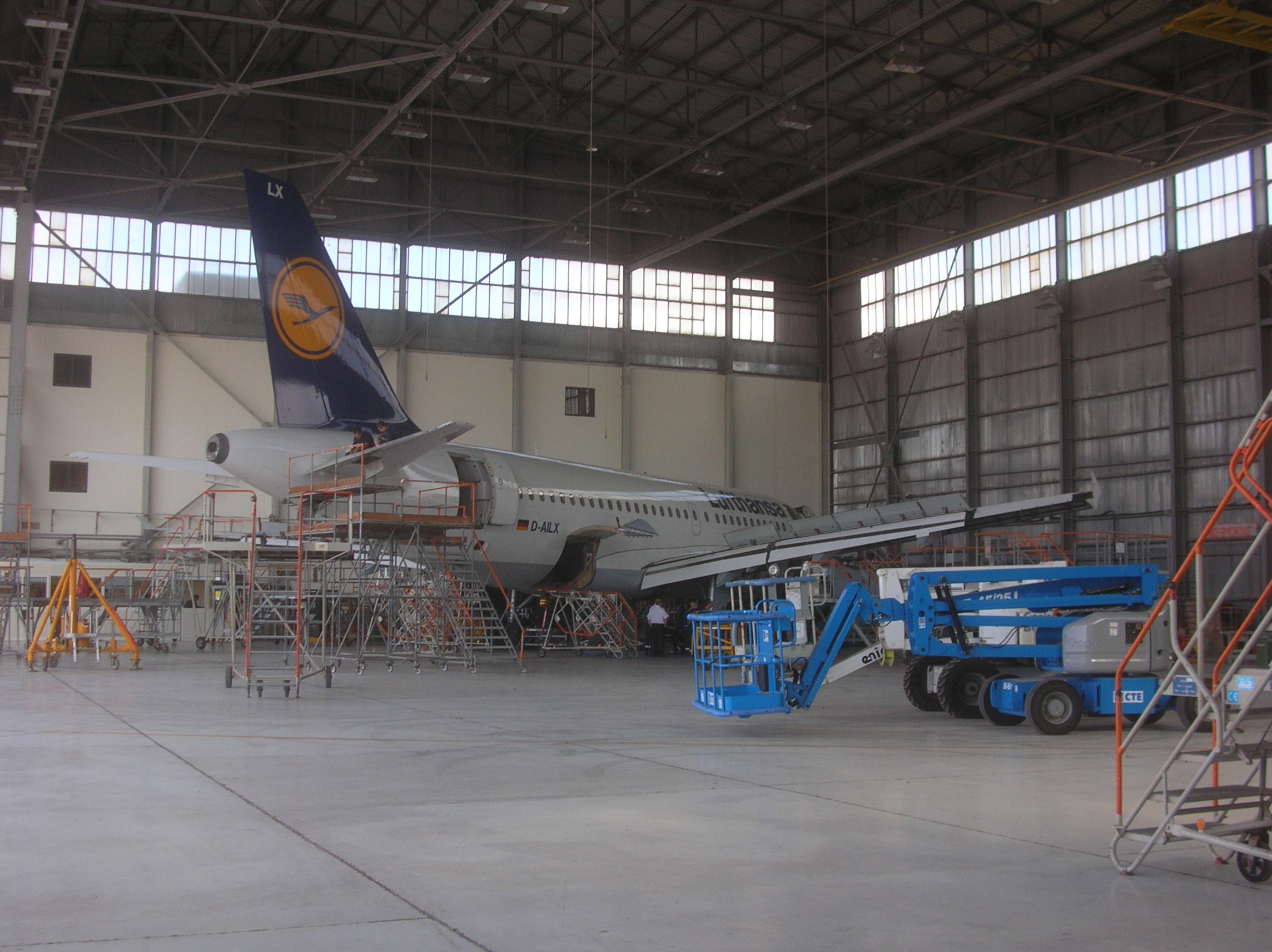
Un Airbus A319 en réparation dans un hangar de maintenance
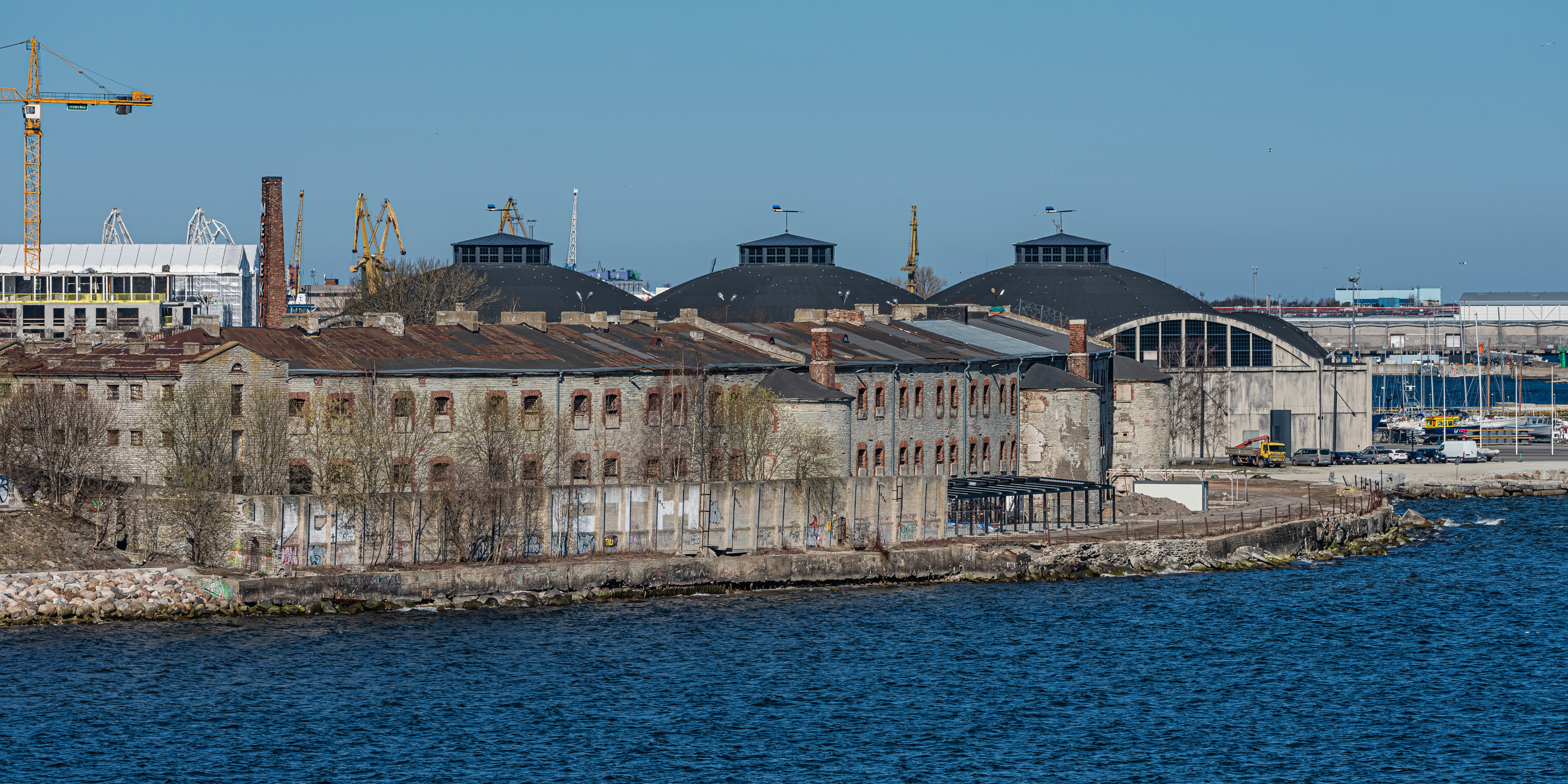
Hangars pour hydravions pour la force aérienne de Russie au port de Tallinn. Une des premières structures en béton renforcé
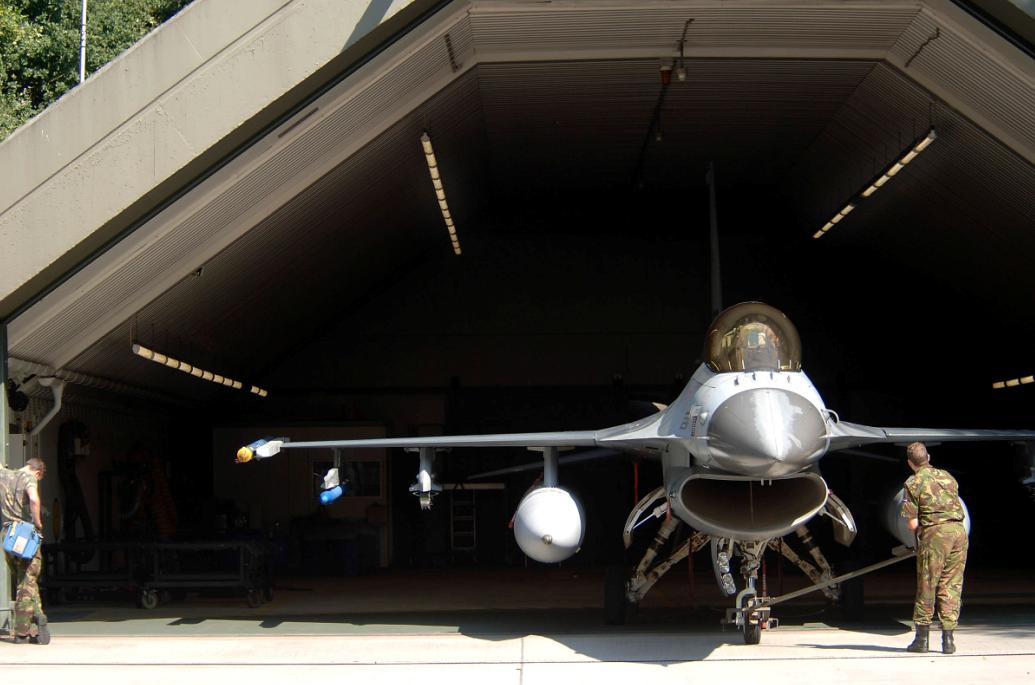
Un F-16 en face d'un hangar spécial dit renforcé
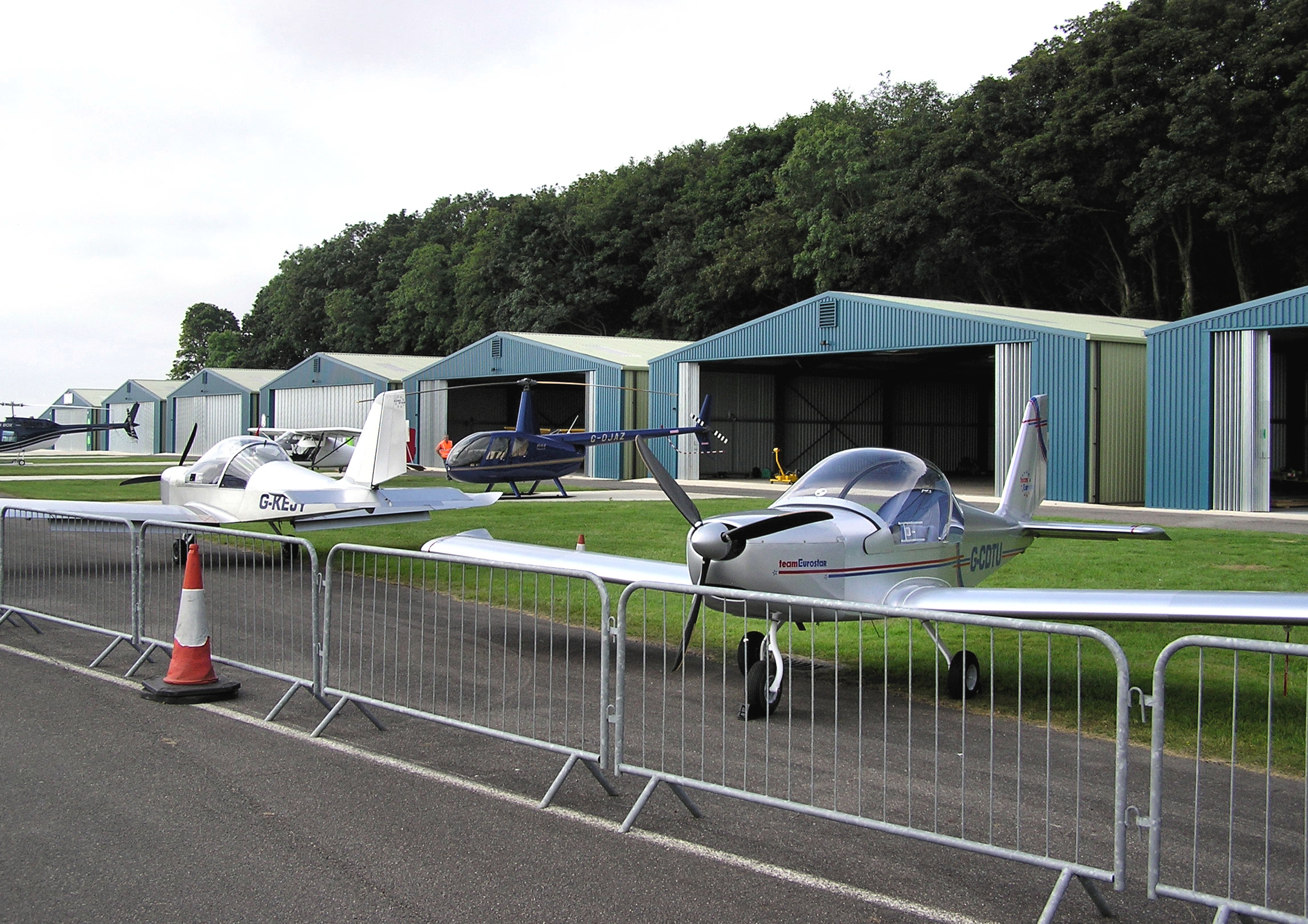
Un avion léger aux hangars de l'aéroport de Kemble (Gloucestershire), Angleterre
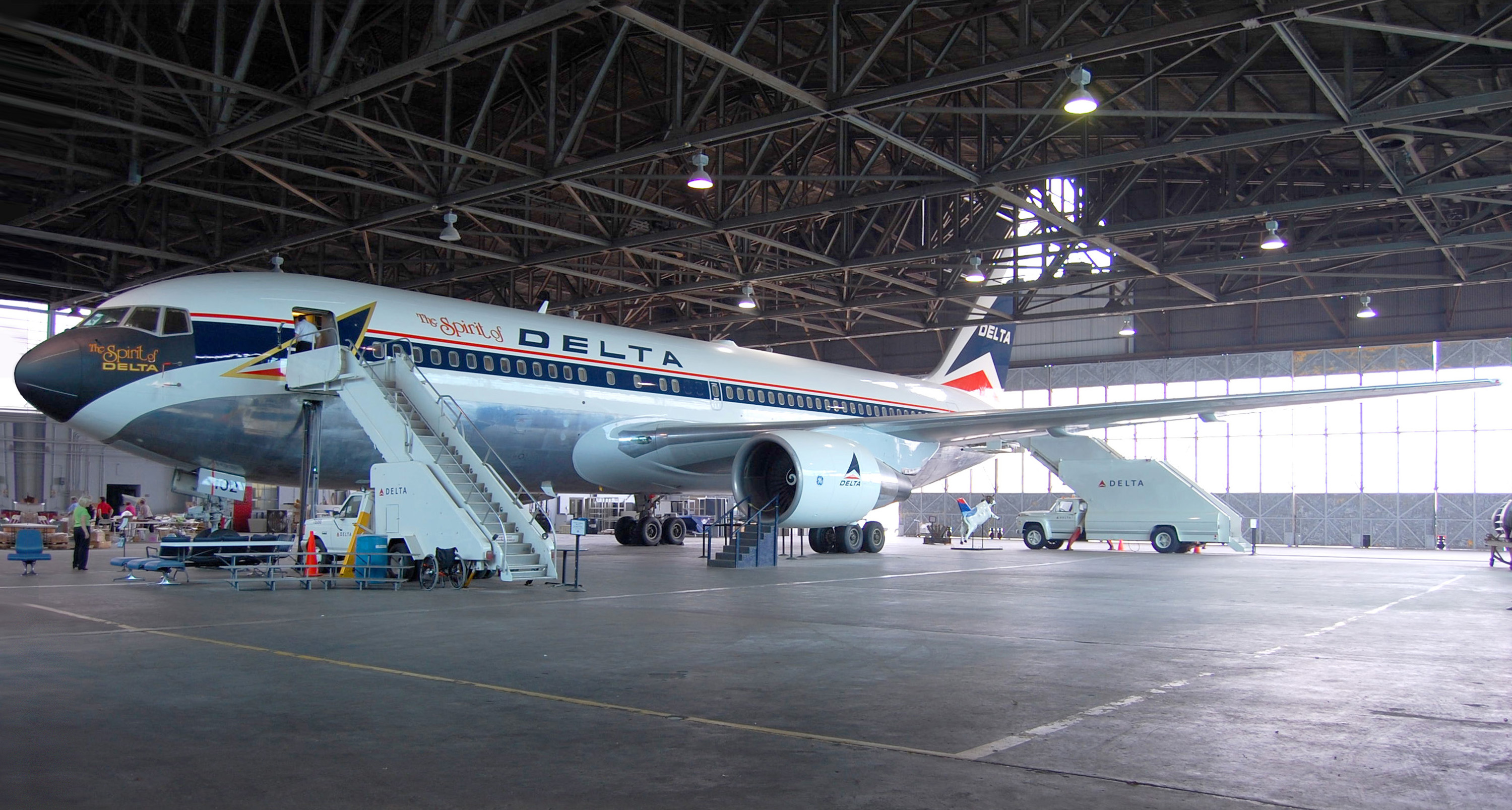
Boeing 767-200 dans un hangar